# 니노이 아키노 국제공항
니노이 아키노 국제공항(마닐라 공항)(영어: Ninoy Aquino International Airport, IATA: MNL, ICAO: RPLL)은 필리핀 마닐라에 있는 공항으로서 필리핀의 주요 관문이다. 이 공항은 메트로 마닐라의 파라냐케와 파사이 간의 경계선을 따라 위치해 있고 수도 마닐라로부터 남쪽으로 7km 떨어져 있으며, 마카티의 상업 중심 지구로부터 남서쪽에 있다. 한편 공항의 이름은 필리핀의 정치인 베니그노 아키노 2세의 이름을 따서 지어졌다.

## 개요
1981년에 개항했다. 1983년 필리핀 민주화 운동 지도자로 당시 독재자 페르디난드 마르코스 정부에 저항했던 베니그노 아키노 2세가 이 공항에서 암살당했다. 이런 이유로 이 공항은 니노이 아키노 국제공항이라는 별칭으로 더 많이 알려져 있다. 1998년에 제 2터미널이 완공되었고 2008년에 제 3터미널이 완공되었다. 공항에 모두 3개의 터미널이 있는데, 이 가운데 2터미널은 필리핀 항공이 독점적으로 사용하고 있고, 3터미널은 필리핀의 저가 항공사인 세부 퍼시픽이 주로 사용하고 있다. 또한 파사이 지역과 파라냐케 지역 접경에 자리잡고 있어 파사이 파이브 스타 버스 터미널에서 택시로 5분밖에 걸리지 않을 정도로 도심 접근성이 뛰어난 편이다.

## 터미널

### 터미널 1
터미널 1또는 NAIA-1,(72만 sq ft)과 1981년에 NAIA 자세한 내용은 올드 국내선 터미널 후, 지금 터미널에서 두번째 오래 된 터미널 완료되고 6만 7000여 평방미터의 면적을 갖지만 year당 450만명의 승객을 설계 용량을 더 6만명의 승객을 수용하는 데로 확대되었다. 그것은 현재 외국 항공사 마닐라에서 아나 항공, 캐세이퍼시픽 항공, 델타 항공, 에미레이트 항공, KLM과 싱가포르 항공을 제외하고 운영을 제공한다. 상세한 디자인은 필리핀 정부에 의해 1974년에, 그 후에 아시아 개발 은행이 9월 18일 1975년에서 승인하였다 입양되었다. 터미널에 실제 근무 1978년 2분기 동안에 시작되었다. 1989년에, 한 마스터 플랜 검토했다. 두개의 새로운 단말기(NAIA 2와 NAIA 3)의 건설뿐만 아니라 많은 다른 시설 개선을 권고했다.

### 터미널 2
터미널 2(NAIA-2)또한 센테니얼 터미널로 알려지므로, (810,000 sqft)과 옛 실종 도로에 위치하는 7만 5천 평방미터의 면적을 갖는다. 그것은 1995년 12월에 1999년 5월 1일에 취임했다. 그리고 1999년에 운행을 시작 건설하기 시작했다. 그것은 센테니얼 터미널 필리핀 독립 운동을 선언한 지 100년을 기념하여 선정되었다. 터미널은 원래 아에로 포르 드 파리에 의하여 국내선 터미널까지 디자인 후에 그것은 250만 용량이 국제 비행기를 수용하기 위하여 수정되도록 디자인되었다. 매년 국제적인 날개에서 승객과 5만원 국내 날개였다. 만약 매년 9만명의 승객을 수용하기 위하여 수정될 수 있다.
Terminal 2를 독점적으로 필리핀 항공에 의해 그것의 국내선과 국제선을 위해 사용된다. 그것은 2개의 날개가 북한 전시실을 증축 국제선 항공을 이용, 남쪽과 전시실을 증축은 국내의 작전을 처리한다. 그것은 현재 12항공 다리들이 많이 있으로 나뉜다. 그 터미널 post-security에 여러 카페와 식당들이 있다. 또한 북쪽 날개에서 작은 면세 구역이 있다. 더 많은 단말기의 필요성은 기본 계획 검토 국제 공항의 1989년에 아에로 포르 드 파리(ADP)에 의해 시도되었다에 의해 제시되었다. 이 연구는 프랑스 정부에서 받은 보조금의 방법으로 가능하였다. 그 평론은 필리핀 정부에 평가를 위해 1990년에 제출한 290만 프랑스 프랑이 들었다.
1991년에는 프랑스 정부가 태양광 건축 및 공학적 설계 NAIA 터미널에 사용될 필리핀 정부에 30만 프랑 부드러운 융자를 승인했다. ADP에 따라 1992년은 1994년 일본 정부가 그 필리핀 정부에 터미널의 건설 비용의 75%은 100%자금 조달을 위한 18.12 억엔 연화 차관을 허가한 디자인을 완성했다.감독 비용의. 터미널 건설 12월 11일 1995년 이를 공식적으로 필리핀의 정부 12월 28일, 1998년 뒤쳐졌다 시작했다. 그 100주년 터미널 완전히 1999년까지 작전이 되었다.

### 터미널 3
그 NAIA 단지에 터미널 3(NAIA-3)은 가장 크고 최신의 터미널이다. 건설에 1997년에 열렸다. 건설 이후 터미널이 중심에 모두 미국과 싱가포르에서 법적 싸움, 빨간 테이프, 그리고 재정 신청 사건뿐만 아니라, 강화되고 안전 기술적인 것은 있었다. 그것의 여러 times.터미널 3Villamor 공군 기지에 있는63.5-hectare(157-acre)에 많이 지어진 것은 개방을 연기했다. 그 터미널 건물과 1.2킬로미터(0.75mi)의 총 길이가 182,500 평방미터(1,964,000 sqft)의 전체적인 바닥 공간이 있다. A4레벨 쇼핑몰이 터미널과 주차 건물을 연결한다. 주차 건물과 야외 주차장 1천 200대의 용량은 2000자동차의 능력이 있다 터미널 매일 최대 또는 hour.당 6천명의 승객들을 3만 3천명의 승객 서비스할 수 있다.
그것의 앞치마 지역(1,587,000 sqft)147,400 평방미터의 크기가. 터미널은 시간에 28비행기 서비스 능력과의 34의 공기 다리와 20접촉 각각 성문이 있다. 터미널 70비행 정보 단말기, 314디스플레이 모니터, 광섬유 또 케이블 공사 300킬로미터(190mi)다. 그것은 또한 29일 화장실 덩이를 가지고 있다. 그 출발 장소 5출입구 모든 X- 선 기계들을 최종 보안 점검 18에 엑스 레이를 포함하고 있다. 그것의 수화물 자체 비행 디스플레이 monitor.과 7 큰 짐 기마 곡예, 각 가지고 있다.
터미널 공식적으로 선택한 국내선으로 2008년 7월 22일(처음에는 세부 퍼시픽만, 그 필리핀 항공의 자회사 항공 필리핀과 PAL 익스프레스)에서, 세부 퍼시픽과 함께 문을 열었다. 국제선은 8월 1일 2008년이다. PAL에서 제외한 모든 국제 작전에서 사용하는 3번 터미널에서 미래에 운영하고, 원래에서 움직이겠다는 제안을 위한 것이다.그의 처음 2년 동안 2010년, 하지만 국내 항공사 세부 퍼시픽과 에어 필 익스프레스(그 항공 필리핀 그리고 그들은 PAL 익스프레스)의 4분기 남아 있는 유일한 세입자들이다. 작동 국제선의 대부분은 터미널 1부터 전 일본 항공은 첫 외국계 항공사 터미널 3은 2월 27일에 운영되는 것을 제외하고 운영되고 있다.
터미널과 전체 터미널을 활용해 그 시설을 개선하기 위해 계약자가 다케나카 공사 일본에서의 재활 수술을 받았다. 이전에는 용량의 절반은 터미널 works다. 8월 1일 2014년에 이감된 것에 주요 사용 나머지 시스템의 완성을 기다리고에서 작동한다. 3번 터미널에 5개의 국제 항공사 터미널 1시에 체증을 완화하는 델타 항공과 그 day, KLM으로 3일 8월 4일 뒤 8월에 2014년, 에미레이트 항공에 시작된다. 15일 2014년, 싱가포르 항공은 9월 1일 2014년과 캐세이 퍼시픽 항공은 10월 1일 2014년이다.

### 터미널 4 (국내선 터미널)
그 마닐라 국내 여객 터미널도 올드 국내선 터미널과 터미널 4로 알려져 기존 터미널 4는 1948년이다. 그것은 공항에서 건조되었다는 가장 오래된 것이다. 필리핀은 Cebgo, 다른 사람들 사이에서 운영하는 내의 모든 국내선으로 호스트. 제트 다리와 승객들은 항공기에서나 가끔 버스로 이동되어 걷고 있다. Twenty-six 탑승 수속 창구는 터미널에 위치해 있다. 출국장 1969년 사람들을 위한 시간에 좌석 용량을 가지고 있다. 몇몇 식품 가게와 책과 잡지 가판대는 또한 사용 가능하다. 이동하는 국내 항공사 사무실, 은행, 식당, 식료품점 가게가 또한 국내 승객 옆에 터미널이다. 그 권리에 위치해 5개 짐 터미널에 위치해 있다. 국내선 터미널 옛 공항 도로에 런 웨이 13/31의 북쪽 끝 근처에 있다. 한 늙은 격납고 이후 터미널에 첨부되어 있다.

## 운항 노선

### 1 터미널
| 항공사               | 목적지                                     |
| -------------------- | ------------------------------------------ |
| 대한항공             | 서울(인천)                                 |
| 아시아나항공         | 서울(인천), 부산(김해)                     |
| 제주항공             | 서울(인천)                                 |
| 에어부산             | 부산(김해)                                 |
| 중국국제항공         | 베이징(수도)                               |
| 중국남방항공         | 베이징(수도), 광저우, 샤먼                 |
| 중국동방항공         | 상하이(푸둥)                               |
| 샤먼 항공            | 샤먼                                       |
| 캐세이 드래곤 항공   | 홍콩                                       |
| 홍콩 익스프레스 항공 | 홍콩                                       |
| 중화항공             | 타이페이(타오위안), 가오슝                 |
| 에바 항공            | 타이페이(타오위안)                         |
| 일본항공             | 도쿄(나리타), 하네다)                      |
| 집에어 도쿄          | 도쿄(나리타)                               |
| 제트스타 재팬        | 도쿄(나리타), 오사카(간사이), 나고야(주부) |
| 말레이시아 항공      | 쿠알라룸푸르                               |
| 터키항공             | 이스탄불(아르나부코이)                     |
| 로얄 브루나이 항공   | 반다르스리브가완                           |
| 타이항공             | 방콕(수완나품)                             |
| 사우디아             | 담맘, 제다, 리야드                         |
| 에티하드 항공        | 아부다비                                   |
| 걸프 에어            | 바레인                                     |
| 카타르 항공          | 도하                                       |
| 쿠웨이트 항공        | 방콕(수완나품), 쿠웨이트                   |
| 유나이티드 항공      | 괌, 코로르                                 |
| 하와이안 항공        | 호놀룰루                                   |
| 콴타스 항공          | 시드니                                     |
| 제트스타 항공        | 다윈, 시드니                               |
| 에어 뉴기니          | 포트모르즈비                               |

### 2 터미널
| 항공사         | 목적지 |
| -------------- | --- |
| 필리핀 항공    | 국제선: 괌, 광저우, 나고야(주부), 뉴욕(JFK), 담맘, 덴파사르/발리, 도쿄(나리타, 하네다), 도하, 두바이, 런던(히스로), 로스앤젤레스, 리야드, 마카오, 멜버른, 반다르스리브가완, 방콕(수완나품), 베이징(수도), 밴쿠버, 부산(김해), 브리즈번, 삿포로(치토세), 상하이(푸둥), 무안, 샤먼, 서울(인천), 샌프란시스코, 시드니, 싱가포르, 자카르타(수카르노 하타), 쿠알라룸푸르, 타이페이(도원), 토론토(피어슨), 포트모르즈비, 퍼스, 프놈펜, 하노이, 호놀룰루, 호치민, 홍콩, 후쿠오카 국내선: 바콜로드, 세부, 다바오, 일로일로, 라오그, 탁빌리란 |
| PAL 익스프레스 | 라오그, 세부, 바콜로드, 일로일로, 제너럴 산토스 |

### 3 터미널
| 항공사            | 목적지 |
| ----------------- | --- |
| 세부퍼시픽        | 광저우, 나고야(주부), 덴파사르/발리, 도쿄(나리타), 두바이, 마카오, 멜버른, 반다르스기브가완, 방콕(수완나품), 베이징(수도), 상하이(푸둥), 샤먼, 서울(인천), 선전, 시드니, 싱가포르, 오사카(간사이), 자카르타(수카르노 하타), 코타키나발루, 쿠알라룸푸르, 타이페이(도원), 하노이, 호치민, 홍콩, 후쿠오카 |
| 필리핀 에어아시아 | 가오슝, 광저우, 덴파사르/발리, 마카오, 방콕(돈므앙), 상하이(푸둥), 서울(인천), 선전, 오사카(간사이), 코타키나발루, 쿠알라룸푸르, 홍콩 |
| 필리핀 항공       | 바스코, 부스앙가, 반카시, 카가얀데오로, 칼바요그, 카티클란, 코타바토, 디폴로그, 두마게테, 칼리보, 레가스피, 푸에르토 프린세사, 마스바테, 나가, 라보, 록사스, 수리가오, 타블라스, 타클로반, 투게가라오, 잠보앙가                                                                                        |
| 세부퍼시픽        | 콜론, 라오그, 레가스피, 나가, 투게가리오, 푸에르토 프린세사, 잠보앙가, 산호세, 비라크, 세부, 칼리보, 바콜로드, 칼바요그, 카타르맨, 보라카이(카티클랜), 카우아얀, 두마게테, 일로일로, 로하스, 타클로반, 탁빌라란                                                                                        |
| PAL 익스프레스    | 레가스피, 푸에르토 프린세사, 잠보앙가, 두마게테, 타클로반, 부투안, 카가얀데오로, 코타바토, 오사미스 |
| 전일본공수        | 도쿄(나리타, 하네다) |
| KLM               | 암스테르담 |
| 에어아시아        | 쿠알라룸푸르 |
| 캐세이퍼시픽 항공 | 홍콩 |
| 싱가포르 항공     | 싱가포르 |
| 델타 항공         | 서울(인천) |
| 에미레이트 항공   | 두바이 |

### 4 터미널
| 항공사             | 목적지 |
| ------------------ | --- |
| 스카이 파사다 항공 | 바스코, 탁빌리란 |
| 스카이 제트        | 바스코, 부스앙가, 타클로반 |
| 에어아시아 필리핀  | 콜른, 레가즈피, 마린두케, 나가, 푸에르토 프린세사, 세부, 다바오, 일로일로, 타프라스, 칼리보, 푸에르트 프린세사, 타클로반, 탁빌리란, 바콜로드, 마스바테 부정기편 : 제주 |
| 타이거 항공 필리핀 | 푸에르토 프린세사, 레가즈피, 세부, 바콜로드, 다바오, 일로일로, 로하스, 부탄, 칼리보, 카가얀데오르, 제너럴 산토스                                                       |

### 화물 터미널
| 항공사                 | 목적지                           |
| ---------------------- | -------------------------------- |
| 에어 홍콩              | 홍콩                             |
| 중화항공               | 홍콩, 페낭, 타이페이(타오위안)   |
| 에바 항공              | 타이페이(타오위안)               |
| 페덱스 익스프레스      | 광저우, 홍콩, 상하이(푸둥), 선전 |
| 대한항공               | 페낭, 서울(인천)                 |
| 둥하이 항공            | 선전                             |
| 싱가포르 항공 카고     | 싱가포르                         |
| 트랜스마일 에어 서비스 | 쿠알라룸푸르                     |
| ULS 에어 카고          | 이스탄불(아타튀르크)             |
| 양쯔강 익스프레스      | 상하이(푸둥)                     |

## 교통시설

### 버스
- 마닐라의 버스는 주로 지프니를 이용한 차량이 많기 때문에, 이용자는 목적지에 따라 해당하는 터미널에서 승차하면 된다. 또한 셔틀버스 시스템은 다른 터미널에서 출발하는 항공편 신속한 연결을 갖고 승객의 편의를 위해 네 개의 터미널을 연결한다.

### 택시
- 마닐라의 택시는 운행 지구별로 색깔이 다르기 때문에, 이용자는 목적지에 따라 해당하는 택시 승강장에서 승차하면 된다. 마닐라 주요 지역에서 공항에는 종류에 관계없이 모든 택시가 갈 수 있다. 하지만 셋업사건이 빈번해 주의할 필요가 있다.

### 도로
- 도로의 경우 앤드루 애비뉴와 니노이 아키노 애비뉴, NAIA 도로 (구 MIA 도로)가 니노이 아키노 국제공항과 연계되어 있으며 니노이 아키노 애비뉴는 제 1 터미널, NAIA 도로는 제 2 터미널, 앤드루 애비뉴의 경우 제 3 터미널을 연계하며 국내선 터미널의 경우 돔스틱 로드와 연계한다.

### 철도
- 현재 니노이 아키노 국제공항의 경우 철도 노선이 없으나 향후 마닐라 LRT 옐로우 라인 노선이 니노이 아키노 국제공항을 거쳐 니오그까지 연장될 예정이다. 카지노의 영향이 컸다

## 사건 및 사고
- 대한항공 보잉 747 사고

## 통계[2]
| 년도 | 승객 화물         |
| ---- | ----------------- |
| 2003 | 12,955,809 (81톤) |
| 2004 | 15,186,521 (75톤) |
| 2005 | 16,216,031 (77톤) |
| 2006 | 17,660,697 (73톤) |
| 2007 | 20,467,627 (64톤) |
| 2008 | 22,253,158 (57톤) |
| 2009 | 24,108,825 (51톤) |
| 2010 | 27,119,899 (49톤) |
| 2011 | 29,552,264 (46톤) |
| 2012 | 31,878,935 (45톤) |